# Brigitte Young

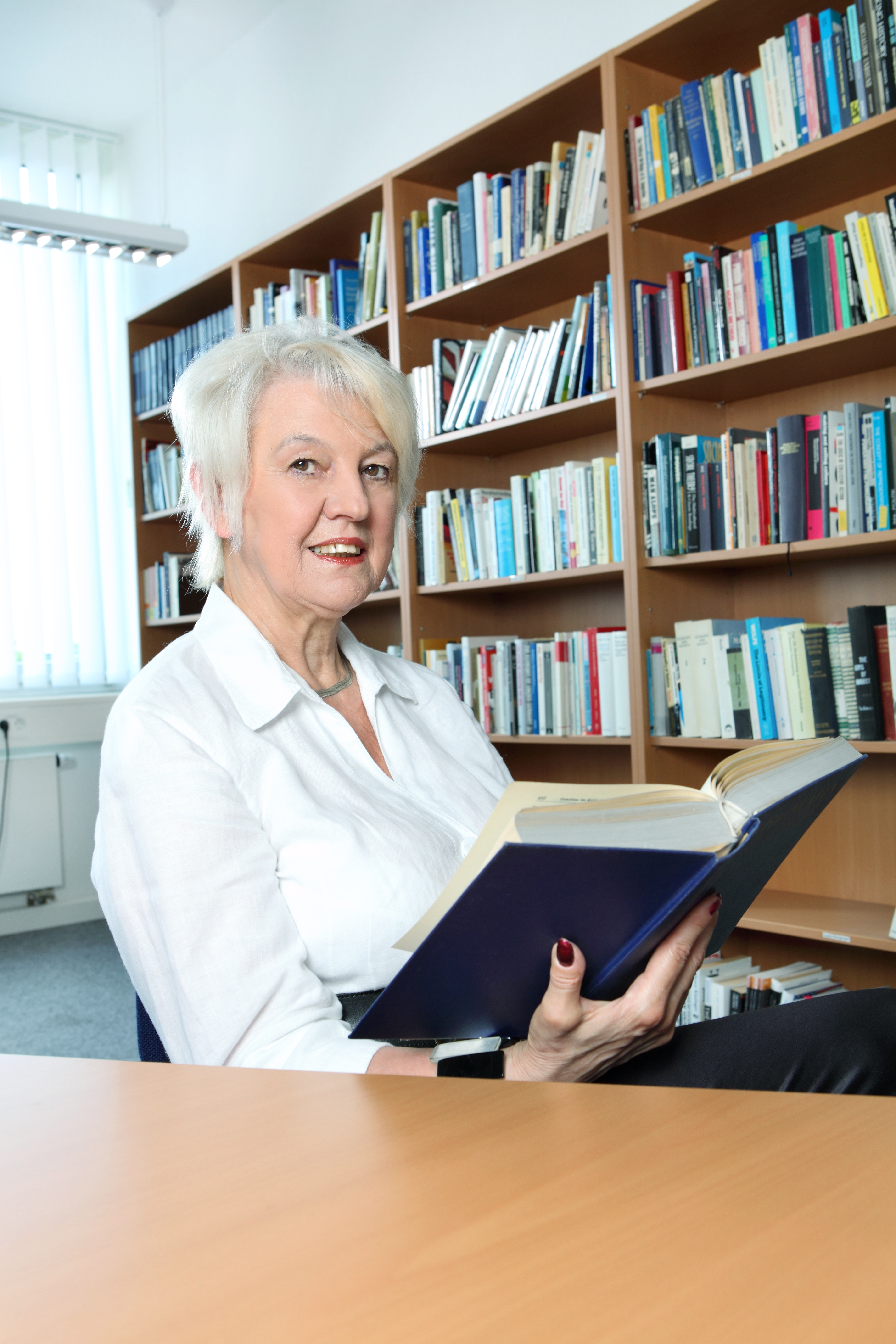
Brigitte Young in ihrem Büro

Brigitte Young (* 26. Mai 1946 in Groß Sankt Florian, Österreich) ist eine österreichische  Politikwissenschaftlerin und emeritierte Professorin für Internationale Politische Ökonomie am Institut für Politikwissenschaft der Westfälischen Wilhelms-Universität Münster. Seit ihrer Emeritierung im Jahr 2011 ist sie weiterhin als Forscherin und Sachverständige für die Europäische Kommission aktiv und hat zudem zahlreiche wissenschaftliche und journalistische Beiträge zur Finanz- und Eurokrise publiziert.

## Leben
Brigitte Young studierte von 1978 bis 1982 an der University of California, Santa Barbara and UC Davis und von 1984 bis 1990 an der University of Wisconsin–Madison. Nach Erlangung des Ph.D. in Internationaler/Vergleichender Politischer Ökonomie wurde sie Professorin an der Wesleyan University, Connecticut (1991–1997). Zwischen 1994 und 1995 war Brigitte Young zudem Research Fellow in „German and European Studies“ an der „School of Foreign Service“ der Georgetown University in Washington D.C. Von 1997 bis 1999 lehrte Brigitte Young am Otto-Suhr-Institut der Freien Universität Berlin. Dort habilitierte sie sich bei Elmar Altvater mit dem Thema „Globalisation and Gender Regimes“. Von 1999 bis 2011 war sie Professorin für Internationale/Vergleichende Politische Ökonomie am Institut für Politikwissenschaft der Westfälischen Wilhelms-Universität Münster. Sie war unter anderem Gastprofessorin an der Science-Politique, Paris (CERI – Centre d’Etudes et de Recherches Internationales) (2008/2009) sowie an der Science-Politique, Lille (Herbst 2010), dem Centre for the Study of Globalization and Regionalization an der Universität Warwick (2011), und der Central European University in Budapest (Frühjahr 2012). Ihre Arbeits- und Forschungsschwerpunkte sind Globalisierung, Weltwirtschaft, Internationale Politische Ökonomie, Finanzkrisen und Finanzmarktregulierung, Welthandel und WTO, Global Governance, und Feministische Makroökonomie (Handel, Finanzen und Soziale Reproduktion).
2016 wurde sie mit dem Käthe-Leichter-Staatspreis von Österreich für Ökonomie und Geschlechterforschung ausgezeichnet.
Young ist Mitglied der Gesellschaft für sozioökonomische Bildung und Wissenschaft (GSÖBW).

## Arbeit als Sachverständige
Im Jahr 2000 wurde Brigitte Young als Sachverständige in die Enquete-Kommission „Globalisierung der Weltwirtschaft - Herausforderungen und Antworten“ des Deutschen Bundestages berufen, in der sie zwei Jahre lang beratend tätig war. Außerdem arbeitete sie seit 2008 in mehreren Projekten als unabhängige Sachverständige und Gutachterin für die Europäische Kommission.
Brigitte Young war Mitglied und Leiterin von Projekten des seit 2005 von der Europäischen Union geförderten Forschungsnetzwerkes „GARNET - Network of Excellence (NoE) - Global Governance, Regionalisation and Regulation: The Role of the EU“, an dem europäische Universitäten erstmals gemeinsame Forschungsprojekte zum Zusammenhang von Globalisierung, Governance und Europäischer Union durchführen. Sie wurde für die Dauer des Projektes bis einschließlich 2010 als Vorstandsmitglied in das Management-Komitee des NoE gewählt. Von 2010 bis 2014 war sie Delegierte im Verwaltungsausschuss und gemeinsam mit Christoph Scherrer Projektleiterin der Working Group 1 (Systemic Risks, Crises, and the Search for Financial Stability in Modern Finance) eines EU-finanzierten Forschungsprojekts zu den Ursachen, Dynamiken und Konsequenzen der Subprimekrise.
Im Rahmen des auf fünf Jahre angelegten GARNET-Projektes koordinierte Young in Abstimmung mit den Wirtschaftsinformatikern des European Research Center for Information Systems (ERCIS) den Aufbau eines „Virtuellen Netzwerks“. Die Kommunikations- und Informationsplattform hat die Vernetzung der universitätsübergreifenden Forschungsvorhaben und Aktivitäten zum Ziel. Darüber hinaus leitete Brigitte Young das GARNET-Forschungsprojekt „Gender in International Political Economy“ (GIPE).
2007 wurde Brigitte Young in die „Warwick Commission examining the future of the world trade system“ unter dem Vorsitz von Pierre Pettigrew, ehemaliger kanadischer Handels- und Außenminister, berufen. Die Kommission präsentierte ihren Abschlussbericht „The Multilateral Trade Regime: Which Way Forward?“ am 6. Dezember 2007 in Genf.
Sie ist außerdem seit 2008 Gutachterin (Independent Expert) für die EU-Kommission, DG Science and Innovation, im Bereich der Makroökonomie finanzierten Projekte des EU-FP6, FP7 und Horizon 2020. Des Weiteren ist sie im Aufsichtsrat der Global Labour University – Combating Inequality Research Projekt (Universität Kassel/Hochschule für Wirtschaft und Recht Berlin); ehe. Mitglied im Expertenkreis der Europaministerin, Schwall-Düren, des Landes Nordrhein-Westfalen (2011–2014); ehe. Mitglied im Fortschrittsforum – Wachstum –Wohlstand – Lebensqualität (Friedrich Ebert Stiftung) 2011–2013; Mitglied des Aufsichtsrates von Gender Studies an der Universität Köln. Sie war seit 2011 im Wissenschaftlichen Beirat vom EU-FP7 finanzierten Projekt FESSUD: Financialisation, Economy, Society, and Sustainable Development, Projekt Leiter: Malcolm Sawyer, Business School, University of Leeds (2011–2016). Des Weiteren war Brigitte Young Mitglied im Wissenschaftlichen Beirat von Attac.
Zuletzt war Brigitte Young im Beirat des EU-Horizon 2020 Projekts COFFERS (Bekämpfung von Steuerbetrug und Stärkung der Regulierungsbehörden), 2016-2019, sowie im Aufsichtsrat von EMU_SCEUS (Europa’s Wahl seit Maastricht. Die Präferenzen der Mitgliedstaaten über ökonomische und finanzielle Integration.), 2016-2020.

## Herausgeberschaften
Brigitte Young war in den Editorial Boards von Global Governance. A review of Multilateralism and International Organizations (2005–2011), und dem International Feminist Journal of Politics (2008–2012). Derzeit ist Brigitte Young Mitherausgeberin der Buchreihen Globale Politische Ökonomie (mit Hans-Jürgen Bieling, Oliver Kessler und Andreas Nölke), Feminist and Critical Political Economy (mit Uta Ruppert), sowie im Redaktionsvorstand von der Buchserie Global Political Economy of Gender and Sexuality, und der Zeitschrift Journal of Economic Policy Reform.

## Publikationen (Auswahl)
- 2021: Prospects for Soviet Grain Production, Routledge Paperback, ISBN 978-0-367-29996-5
- 2019: Prospects for Soviet Grain Production, Routledge e-book, ISBN 978-0-429-30325-8
- 2014: (mit Bob Jessop und Christoph Scherrer): Financial Cultures and Crisis Dynamics, London/New York: Routledge, ISBN 978-1-138-77604-3.
- 2014: Financial Crisis: Causes, Policy responses, future Challenges. Outcomes of EU-funded research, European Commission, DG Research and Innovation. ISBN 978-92-79-36337-5.
- 2013: (Mitherausgeberin mit Dorothea Schäfer und Willi Semmler): Nachhaltige Europäische Konsolidierungspolitik – Chancen und Herausforderungen, Vierteljahrshefte zur Wirtschaftsforschung, 82/4.
- 2011: (mit Isabella Bakker und Diane Elson): Questioning Financial Governance from a Feminist Perspective, London/New York: Routledge IAFFE Advances in Feminist Economics, ISBN 978-0-415-67670-0.
- 2010: (mit Christoph Scherrer): Gender Knowledge and Knowledge Networks in International Political Economy, Baden-Baden: Nomos, ISBN 978-3-8329-5238-9.
- 2007: Die Politische Ökonomie des Dienstleistungsabkommens (GATS). Gender in EU und China, Baden-Baden: Nomos, ISBN 978-3-8329-2600-7.
- 2004: (mit Rita Mae Kelly, Jane H. Bayes und Mary Hawkesworth): Gender, Globalization and Democratization, Lanham/MD: Rowman and Littlefield Publ., 2001 (Übersetzt ins Rumänische: Gen, Globalizare, Si Democratizare, Bucharest: Editura Polirom (2004)), ISBN 978-0-7425-0978-8.
- 2002: (mit Christopher Flavin, Christoph Scherrer, Klaus Zwickel u. a.): Global Governance. Gewerkschaften und NGOs-Akteure für Gerechtigkeit und Solidarität, Otto Brenner Stiftung, Hamburg: VSA, ISBN 978-3-87975-846-3.
- 2002 (Hrsg.): femina politica. Sonderheft Engendering der Makroökonomie. 11. Jg., Heft 1/2002.
- 1999: Triumph of the Fatherland: German Unification and the Marginalization of Women (Triumph des Vaterlandes: Die deutsche Einigung und die Marginalisierung der Frauen), Ann Arbor/MI: The University of Michigan Press, ISBN 978-0-472-10948-7.
- 1998 (Hrsg.): Prokla. Sonderheft Globalisierung und Gender. Juni 1998.
- 1990: Economic Crises in Comparison: Germany and the United States (1875 and 1930); mimeographed.
- 1983: Prospects for Soviet Grain Production (Perspektiven der sowjetischen Getreideproduktion), Boulder/CO: Westview Press, ISBN 978-0-86531-987-5.